# Joseph Marie Trinh-nhu-Khuê
Joseph Marie Trinh-nhu-Khuê, vietnamski rimskokatoliški duhovnik, škof in kardinal, * 11. december 1898, Trang-Duê, † 27. november 1978.

## Življenjepis
1. aprila 1933 je prejel duhovniško posvečenje.
18. aprila 1950 je bil imenovan za apostolskega vikarja Hanoja in za naslovnega škofa Sinaja; 15. avgusta istega leta je prejel škofovsko posvečenje.
24. novembra 1960 je postal nadškof Hanoja.
24. maja 1976 je bil povzdignjen v kardinala.